# بیس-اکسادیازول
بیس-اکسادیازول(به انگلیسی: Bis-oxadiazole) ، که به‌طور رسمی بیشتر به عنوان بیس (۱٬۲٬۴-اکسادیازول)بیس(متیلن)دی‌نیترات شناخته می‌شود، یک ترکیب هتروسیکلیک نیتراته شده از خانواده اکسادیازول است. 